# Джей Крістофф
Джей Крістофф (народився 11 листопада 1973) — австралійський автор фентезійних та науково-фантастичних романів. Станом на 2022 рік він опублікував 16 романів як для дорослих, так і для молоді. Зараз він проживає в Мельбурні.

## Життєпис
Крістофф народився в Перті, Західна Австралія, в 1973 році. У дитинстві Крістофф багато читав і грав у настільні ігри , включаючи "Данджеонз & Дрегонз". Крістофф має зріст 6 футів 7 дюймів. Закінчив коледж зі ступенем мистецтв. Перш ніж розпочати літературну кар’єру, він одинадцять років працював у рекламі на телебаченні. Він живе в Мельбурні, Австралія, зі своєю дружиною.

## Творчість

### Війна лотосів
Крістофф є автором «Війни лотосів», стімпанкового циклу, натхненного Японією епохи Токугави. Перший роман серії «Танцівник бур» (англ. «Stormdancer»), був фіналістом премії «Ауреліс», 2012 року , увійшов до короткого списку двох премій Дейвіда Ґеммелла 2013 року (за найкращий роман і найкращий дебютний роман)  і був фіналістом Меморіальної премії імені премії Комптона Крука 2013 року. Книга-приквел «Останній танцівник бур» (англ. «he Last Stormdancer») отримала премії «Ауреліс» 2013 року за найкращу фентезійну коротку прозу. Крістофф називає серіал перехресною фантастикою, яка приваблює людей старшого віку та дорослих.

### Файли ілюмінів
Друга серія Крістофа, «Файли ілюмінів» (англ. «The Illuminae Files»), була придбана компанією «Рендом Хаус 2013 року. Крістофф був співавтором серії разом із письменницею з Мельбурна Емі Кауфман. Перша книга серії під назвою «Ілюміни» (англ. «Illuminae») вийшла наприкінці жовтня 2015 року. Він дебютував під номером 5 у списку бестселерів «Нью-Йорк таймз» у твердій палітурці для молоді  і зрештою досяг другого місця. У листопаді 2015 року було оголошено, що Бред Пітт і його продюсерська компанія «План Б Інтертеймент» придбали права на фільм «Ілюміни». «Ілюміни» було номіновано на літературну премію Прем’єр-міністра 2016 року, отримав премію Aurealis 2015 року за найкращий науково-фантастичний роман, нагороду «Золоті інки 2016 року за найкращу підліткову художню літературу  та «премію австралійської книжкової індустрії» 2016 року Book of рік для дітей старшого віку. Продовження «Ілюмінів», «Джеміна» (англ. «Gemina»), дебютувало під номером 3 у списку бестселерів «Нью-Йорк таймз» і виграло премію Aurealis 2016 року за найкращий науково-фантастичний роман. Остання книга серії «Обсідіо» (англ. «Obsidio») була опублікована в травні 2018 року та дебютувала під №6 у списку бестселерів New York Times  як бестселер №1 для молоді в Австралії і як бестселер «Ю-Ес-Ей тудей». Крістофф називає серіал фантастикою для молоді.

### Хроніка Безночі
Друга сольна серія Крістоффа, епічна фантастика для дорослих під назвою  «Хроніка Безночі» (англ. «Nevernight Chronicle»), почалася публікацією «Безніч» (англ. «Nevernight») у серпні 2016 року. «Безніч» принесла Крістоффу другу номінацію на премію Дейвіда Ґеммелла та виграла премію «Ауреліс» за найкращий фентезійний роман у 2016 році. Роман-продовження «Божа могила» (англ. «Godsgrave»)  було опубліковано в жовтні 2017 року та виграло премію «Ауреліс» 2017 року за найкращий фантастичний роман. У 2019 році було оголошено, що «Screen Australia» профінансувала екранізацію першого роману. Фінальний роман циклу «Темний світанок» був опублікований у вересні 2019 року, дебютувавши в списках бестселерів «Сандей таймз» і «Ю-Ес-Ей тудей». Того ж місяця трилогія була опублікована в Італії видавництвом «Арнольдо Мондаторі Едіторе» і миттєво стала бестселером. Згодом серіал став бестселером у Німеччині, Іспанії та Франції.

### Реалістичні твори
У березні 2016 року Крістофф анонсував ще один молодіжний серіал під назвою «Lifel1k3». «Lifel1k3» було опубліковано в травні 2018 року і принесло Крістоффу його п’яту премію «Ауреліс», знову за найкращий науково-фантастичний роман. Продовження, «Dev1at3», було опубліковано в червні 2019 року. Третя й остання книга серії, «Truel1f3», була опублікована у 2020 році. Серіал увійшов до шорт-листа премії Сари Дугласс за найкращий серіал у рамках Aurealis Awards у 2021 році.

### Цикл «Аврора»
Крістофф і його співавтор за «Ілюмінами» Еймі Кауфмананонсували нову науково-фантастичну серію під назвою  «Сходження Аврори» (англ. «Aurora Rising»), яку придбала компанія Random House, видавці циклу «Ілюміни»'. «Повстання Аврори» було опубліковано в травні 2019 року та дебютувало під номером 2 у списку бестселерів New York Times, як бестселер № 1 для молоді в Австралії  і як бестселер USA Today. У червні 2019 року було оголошено, що «Метро-Ґолдвін-Маєр» придбала телевізійні права на Aurora Rising. Продовження під назвою «Палаюча Аврора» було опубліковано в травні 2020 року, а остання книга «Кінець Аврори» була опублікована в листопаді 2021 року.

### Імперія вампіра
У січні 2019 року Крістофф анонсував свою наступну серію для дорослих, ілюстровану фентезійну епопею під назвою «Імперія вампіра» (англ. «Empire of the Vampire»), яку придбала видавництво «Макміллан», видавець його серій «Безніч» і «Танцівник бур». «Імперія вампіра» вийшла у вересні 2021 року. Він дебютував у списках бестселерів «Нью-Йорк таймз», «Волл-стріт джорнел», «Ю-Ес-Ей тудей»  у США, був бестселером «Сандей таймз»  у Великій Британії, а також потрапив на перші місця в переліку бестселерів «Барнс Енд Нобл» у США. і  «Димокс Букс» в Австралії. «Імперія вампіра» стала бестселером №1 у твердій обкладинці у Сполученому Королівстві у 2021 році, а згодом досягла статусу бестселера №1 у Франції та Іспанії, а також досягла статусу бестселера в Німеччині та Італії, відзначивши це як комерційно найуспішніший дебют Крістоффа на сьогодні. Продовження « Імперія проклятих » має вийти в березні 2024 року.

### Теми
Твори Крістоффа присвячені темам родинних зв’язків, дружби, кохання, втрати та зради. Його фантастика говорить про те, що «перемога без жертви не має сенсу».

### СеріяВійни лотосів.
1. «Танцівник бур[en]» (англ. «Stormdancer») (Книги Томаса Данна[en], 2012)
2. «Родовбивця[en]» (англ. «Kinslayer») (Книги Томаса Данна[en], 2013)
3. «Прикінцевий співак» (англ. «Endsinger») (Книги Томаса Данна[en], 2014)

- «Останній танцівник бур» (англ. «The Last Stormdancer») (повість-приквел до книги «Танцівник бур»; Книги Томаса Данна[en], 2013)
- «Молитва про дощ» (оповідання, розміщене в електронному вигляді онлайн 2013)

### Файли Ілюмінів(у співавторстві з Емі Кауфман)
1. Ілюміни[en] (англ. «Illuminae») (Рендом Хаус, 2015)
2. Джеміна (англ. «Gemina») (Рендом Хаус, 2016)
3. Обсідіо (англ. «Obsidio») (Рендом Хаус, 2018)

- Пам'ять  (англ. «Memento») (повість-приквел; Рендом Хаус, 2019)

### Хроніка Безночі
1. Безніч[en] (англ. «Nevernight») (Книги Томаса Данна[en], 2016)
2. Божа могила[en] (англ. «Godsgrave») (Книги Томаса Данна[en], 2017)
3. Темний світанок[en] (англ. «Darkdawn») (Книги Томаса Данна[en], 2019)

### Lifel1k3
1. Lifel1k3 (Рендом Хаус, 2018)
2. Dev1at3 (Рендом Хаус, 2019)
3. Truel1f3 (Рендом Хаус, 2020)

### Цикл Аврори(у співавторстві з Емі Кауфман)
1. Повстання Аврори (Рендом Хаус, 2019)
2. Палаюча Аврора (Рендом Хаус, 2020)
3. Кінець Аврори (Рендом Хаус, 2021)

### Імперія Вампіра
1. Імперія вампіра[en] (англ. «Empire of the Vampire») (Гарпер Коллінз, 2021)
2. Імперія проклятих (Гарпер Коллінз, 2024)

## Українські переклади
1. Джей Крістофф Безніч. Книга 1.[en] (англ. «Nevernight»). : Nebo BookLab Publishing. Переклад з англійської : Ксенія Сокульська. Серія книг: Хроніки Безночі.  ISBN : 9786177914548